# Granada en los Juegos Olímpicos de Barcelona 1992
Granada estuvo representada en los Juegos Olímpicos de Barcelona 1992 por cuatro deportistas, tres hombres y una mujer, que compitieron en atletismo.
El portador de la bandera en la ceremonia de apertura fue el atleta Eugene Licorish. El equipo olímpico granadino no obtuvo ninguna medalla en estos Juegos.